# فرد غيليز
فرد غيليز (بالإنجليزية: Fred Gillies)‏ هو لاعب كرة قدم أمريكية أمريكي، ولد في 9 ديسمبر 1895 في شيكاغو في الولايات المتحدة، وتوفي في 8 مايو 1974 في فلوسمور في الولايات المتحدة.